# Meana Sardo
Meana Sardo är en ort och kommun i provinsen Nuoro i regionen Sardinien i Italien. Kommunen hade 1 778 invånare (2017).